# Santuário de Fauna de Manas
Manas é um santuário de fauna aos pés dos Himalaias, no estado de Assam, Índia. O Santuário de Manas abriga grande variedade de fauna, incluindo muitas espécies em risco de extinção, como o tigre, o porco-pigmeu, o rinoceronte indiano e o elefante indiano.
A Unesco inclui o Santuário de Fauna de Manas na lista de Património Mundial da Humanidade em 1985 e, mais tarde, em 1992, na lista de Património Mundial em perigo. A decisão da Unesco de declarar o santuário Património Mundial em perigo foi tomada quando este foi invadido pelos militantes da tribo Bodo. Os danos no santuário foram estimados em dois milhões de dólares americanos. A infrastructura do sítio sofreu danos consideráveis entre 1992 e 1993. Uma missão de monitorizamento levada a cabo juntamente pela pelo Governo da Índia e pela Unesco em 1997 confirmou os extensos danos à infrastructura do parque e descida da população de algumas espécies, particularmente ao rinoceronte indiano de um só corno.
O Governo da Índia, Governo do estado de Assam e as autoridades do parque elaboraram um plano de reabilitação do parque com o custo de 2.35 milhões de dólares americanos que começou por ser implementado em 1997 e que progrede satisfatoriamente. Enquanto as condições de segurança melhoraram dentro e à volta de Manas, a ameaça de insurgência ainda se mantém no estado de Assam e os militantes atravessam ocasionalmente o santuário. No entanto, as condições do sítio - protecção e relações com os nativos da zona estão a melhorar.

## Ligações Externas
- Galeria de imagens da Unesco